# 東頭圍

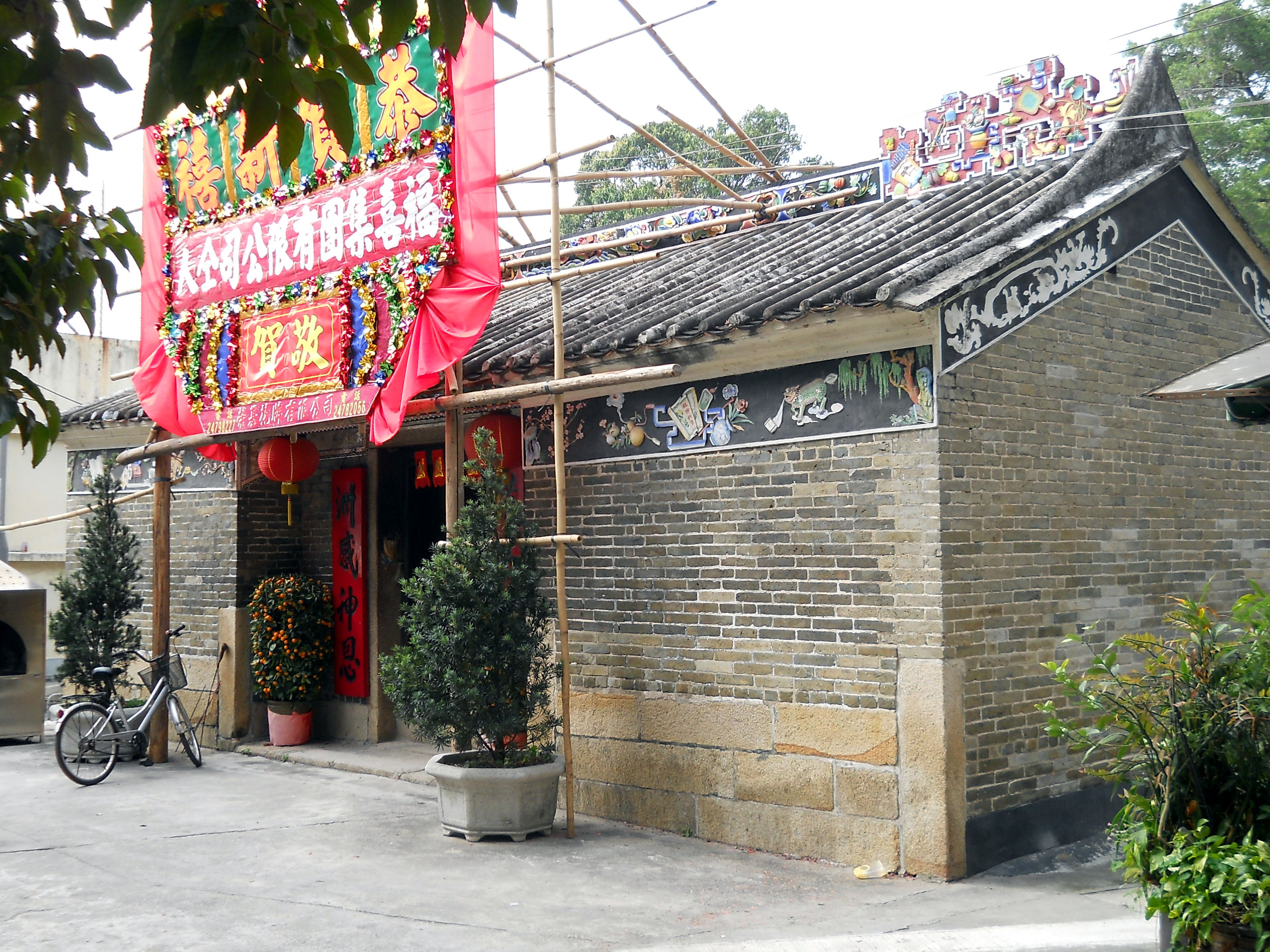
東頭圍內的二聖宮

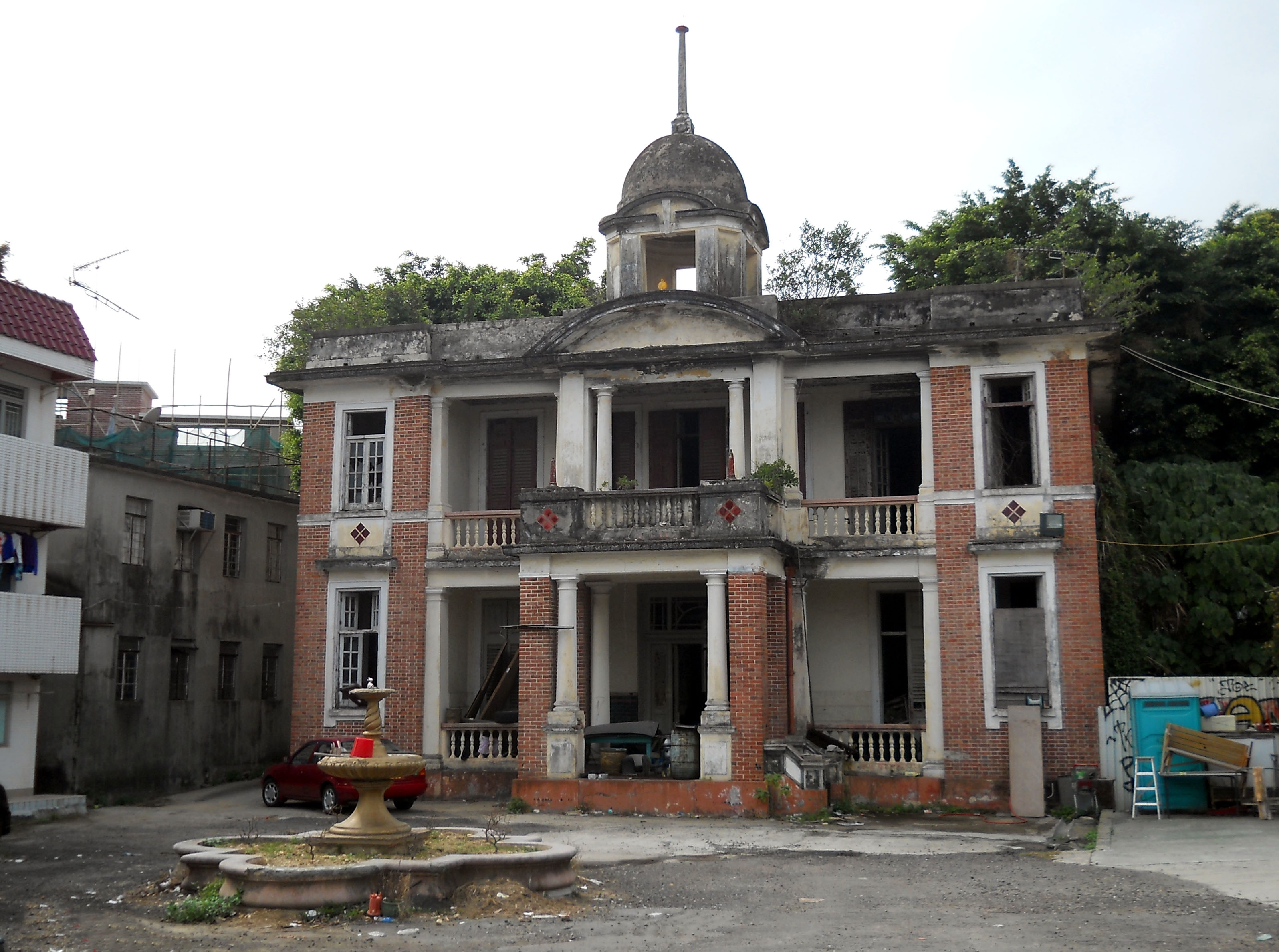
東頭圍內的娛苑

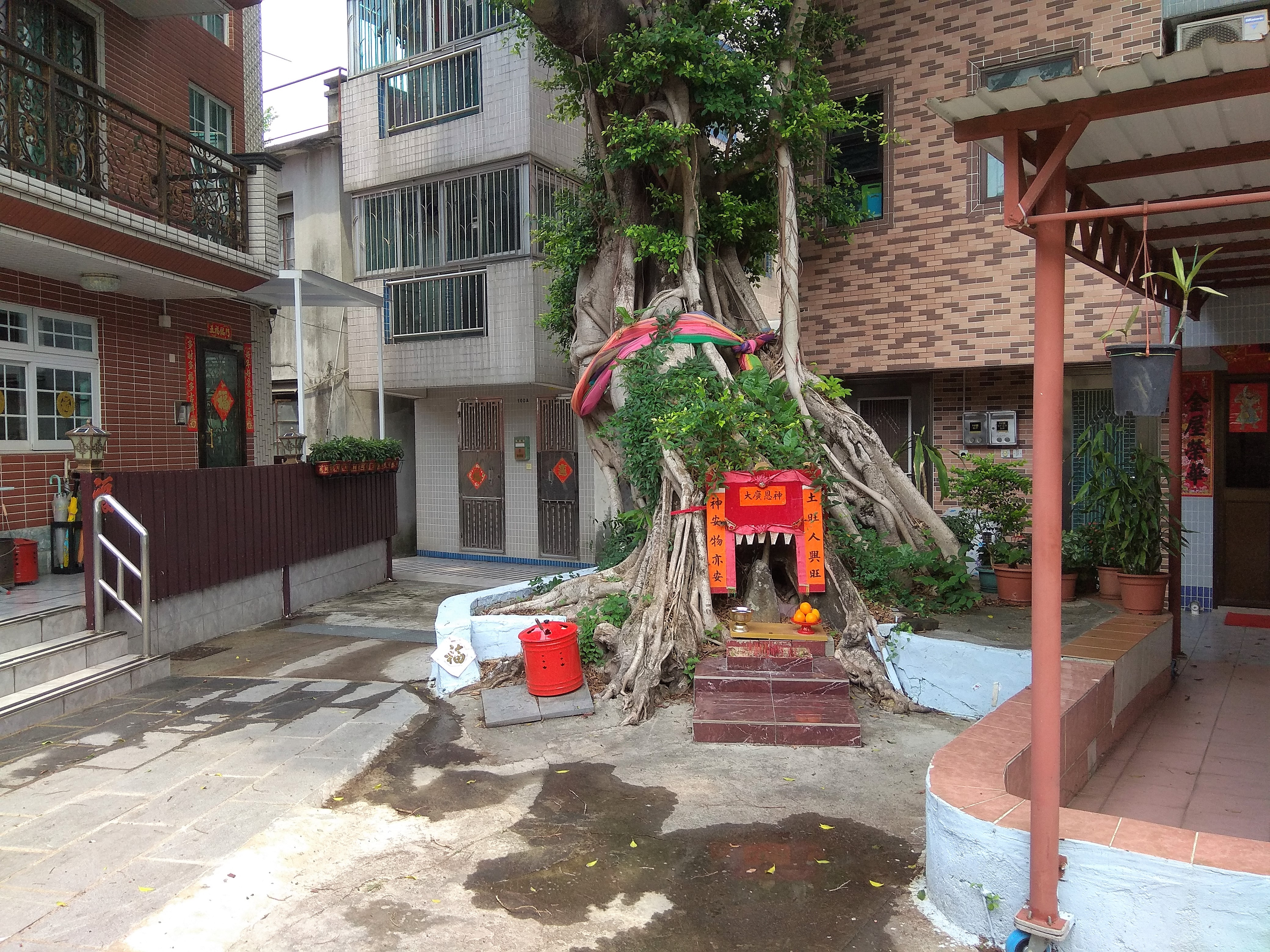
東頭圍內的神壇

22°27′13″N 114°01′40″E / 22.45371°N 114.027667°E
東頭圍（英語：Tung Tau Wai，可直译為「East End Wai」）是香港一條位於元朗區橫洲的鄉村。

## 行政劃分
東頭圍是屏山鄉鄉事委員會中37個鄉村代表之一。於選舉劃分上，該村被劃為屏山北選區。

## 特色
二聖宮是東頭圍內的一座神廟，於1718年建成，用以拜奉洪聖及車公。該廟於1996年被列為法定古蹟。
娛苑是東頭圍內規模最大的單一建築，於1927年由於該村出生的商人蔡寶田興建，至1990年前一直用作蔡氏一家的私人住所。該建築曾於1984年電影《等待黎明》中亮相，並於2010年5月獲確定為二級歷史建築。

## 外部連結
- 居民代表選舉橫洲東頭圍（屏山）的劃定現有鄉村範圍（2019至2022年） （页面存档备份，存于）
- 娛苑圖片 （页面存档备份，存于）